# Nicomorfin
Nicomorfin (handelsnavn Vilan®) er et stærkt smertestillende lægemiddel af opioid typen, tæt beslægtet med morfin. Kemisk set er nicomorfin 3,6-dinicotinat esteren af morfin, dvs. hvor de to hydroxylgrupper i morfin molekylet er esterificeret med to nicotinsyre (niacin) molekyler. Nicomorfin har en omkring 2-3 gange kraftigere virkning end morfin.
Nicomorfin anvendes til behandling af stærke smerter og markedsføres i Danmark under handelsnavnet Vilan®, der findes som tabletter, injektionsvæske og suppositorier.